# Gypsophila macedonica
Gypsophila macedonica là loài thực vật có hoa thuộc họ Cẩm chướng. Loài này được Vandas mô tả khoa học đầu tiên năm 1905.